# Le Cochon, la Chèvre et le Mouton
Le Cochon, la Chèvre et le Mouton est la douzième fable du livre VIII de Jean de La Fontaine situé dans le second recueil des Fables de La Fontaine, édité pour la première fois en 1678[réf. souhaitée].

## Texte de la fable
[Ésope]

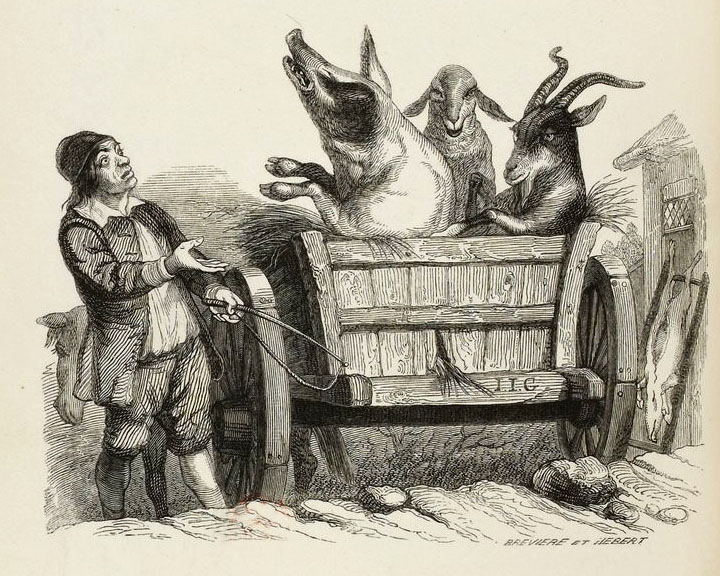
Illustration de Grandville (1838-1840)

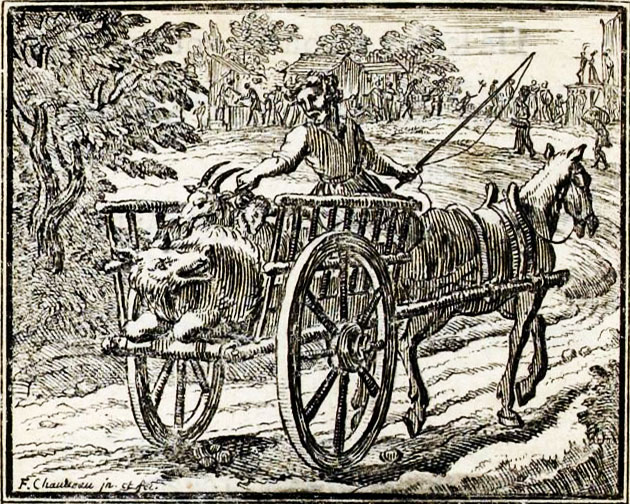
Gravure de François Chauveau (1613-1676)

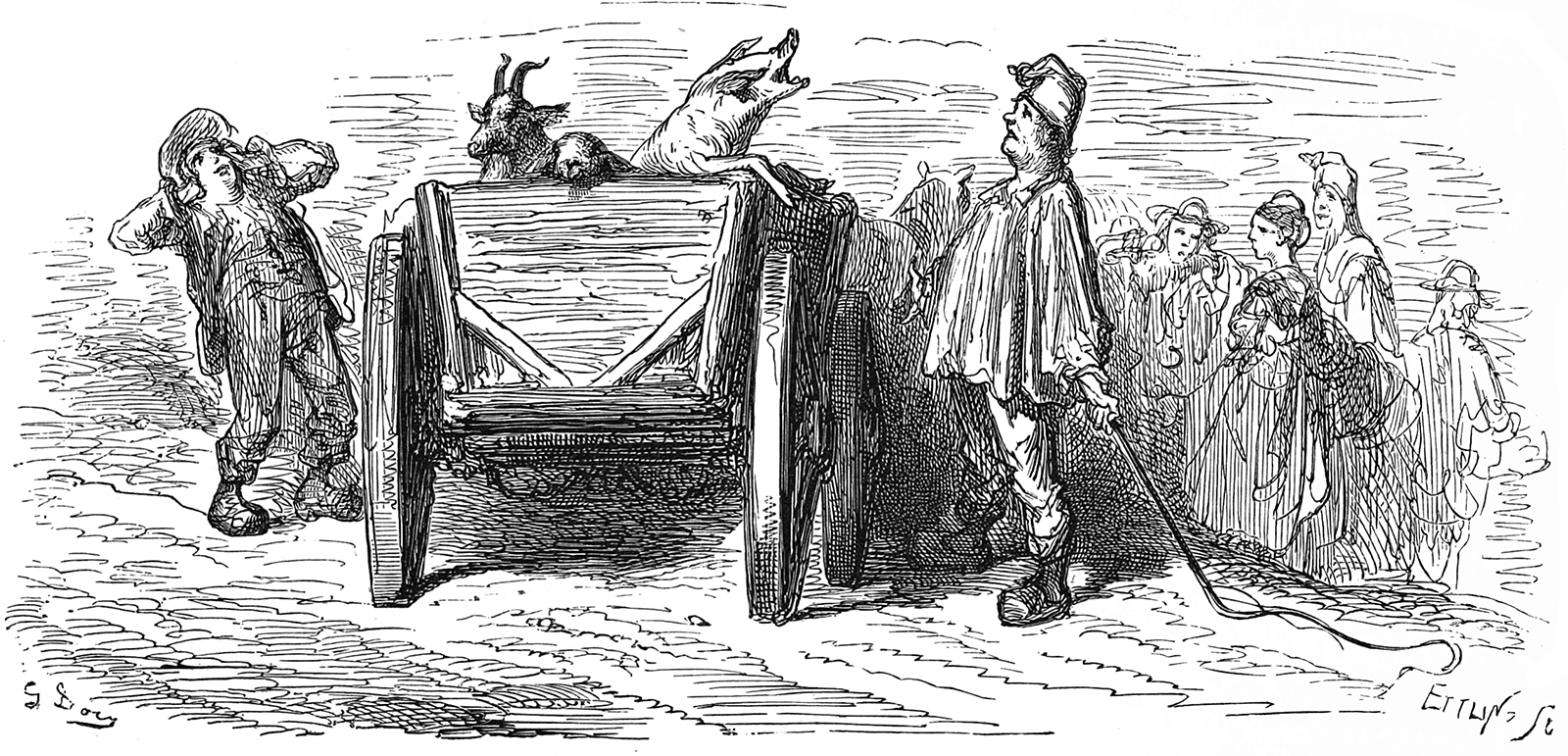
Illustration de Gustave Doré (1876)

Une Chèvre, un Mouton, avec un Cochon gras,

Montés sur même char, s’en allaient à la foire : 

Leur divertissement ne les y portait pas ;

On s’en allait les vendre, à ce que dit l’histoire :

Le Charton n’avait pas dessein 

De les mener voir Tabarin. 

Dom Pourceau criait en chemin 

Comme s’il avait eu cent bouchers à ses trousses.

C’était une clameur à rendre les gens sourds : 

Les autres animaux, créatures plus douces,

Bonnes gens, s’étonnaient qu’il criât au secours ;

Ils ne voyaient nul mal à craindre. 

Le Charton dit au Porc : Qu’as-tu tant à te plaindre ?

Tu nous étourdis tous ; que ne te tiens-tu coi ?

Ces deux personnes-ci, plus honnêtes que toi,

Devraient t’apprendre à vivre, ou du moins à te taire.

Regarde ce Mouton ; a-t-il dit un seul mot ?

Il est sage. Il est un sot,

Repartit le Cochon ; s’il savait son affaire, 

Il crierait comme moi, du haut de son gosier,

Et cette autre personne honnête 

Crierait tout du haut de sa tête. 

Ils pensent qu’on les veut seulement décharger,

La Chèvre de son lait, le Mouton de sa laine.

Je ne sais pas s’ils ont raison ;

Mais quant à moi, qui ne suis bon 

Qu’à manger, ma mort est certaine. 

Adieu mon toit et ma maison.

Dom Pourceau raisonnait en subtil personnage :

Mais que lui servait-il ? Quand le mal est certain, 

La plainte ni la peur ne changent le destin ;

Et le moins prévoyant est toujours le plus sage.
— Jean de La Fontaine, Fables de La Fontaine, Le Cochon, la Chèvre et le Mouton, texte établi par Jean-Pierre Collinet, Fables, contes et nouvelles, Gallimard, « Bibliothèque de la Pléiade », 1991, p. 311